# Berka/Werra
Berka/Werra (cũng viết Berka an der Werra) là một đô thị thuộc Wartburg, trong Thüringen, nước Đức. Đô thị này có diện tích 56,93 km², dân số thời điểm 31 tháng 12 năm 2006 là 4648 người. Đô thị này nằm bên sông Werra, 19 km về phía tây Eisenach.